# Lobera de Onsella
Lobera de Onsella (en aragonés Lobera d'Onsella) es un municipio y población de España, de la comarca de las Cinco Villas, perteneciente al partido judicial de Ejea de los Caballeros, al noroeste de la provincia de Zaragoza, comunidad autónoma de Aragón, a 146 km de Zaragoza. Tiene un área de 32,18 km², con una población de 53 habitantes (INE 2008) y una densidad de 1,65 hab/km². El código postal es 50687.
Su nombre tradicional es únicamente Lobera, pues hasta 1920 no se añadió al nombre de la población el del río que pasa junto a ella.
Desde el punto de vista eclesiástico, pertenece a la diócesis de Jaca que, a su vez, forma parte de la archidiócesis de Pamplona. 
Lobera de Onsella es una localidad lingüísticamente fronteriza con los pueblos donde aún se mantiene la lengua aragonesa, ya que en la vecina población de Longás (Longars) de la que se separa 10 km, todavía se conserva el aragonés. Este hecho hace que sea conocido o recordado por la población de mayor edad de la localidad.

## Geografía

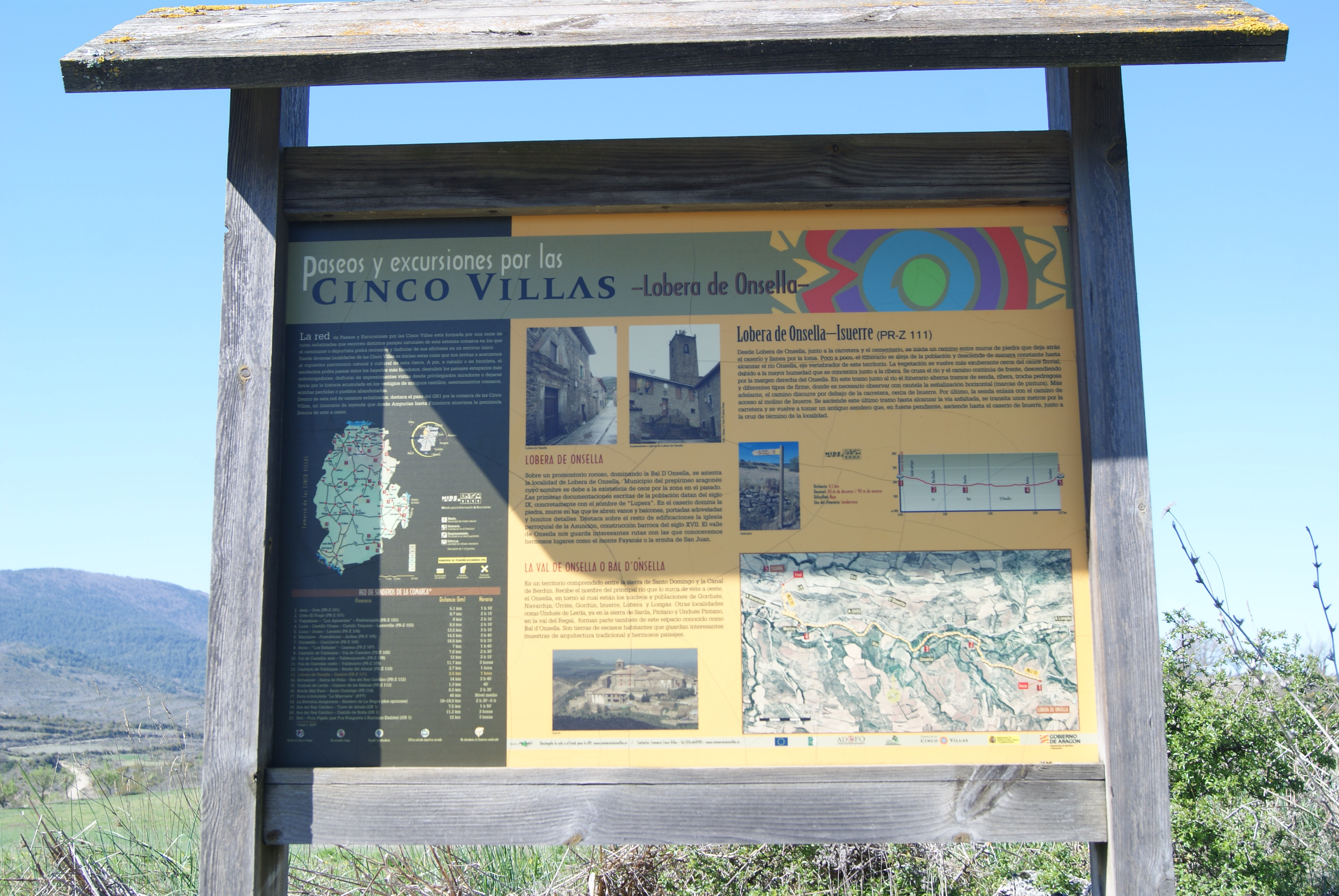
Cartel informativo

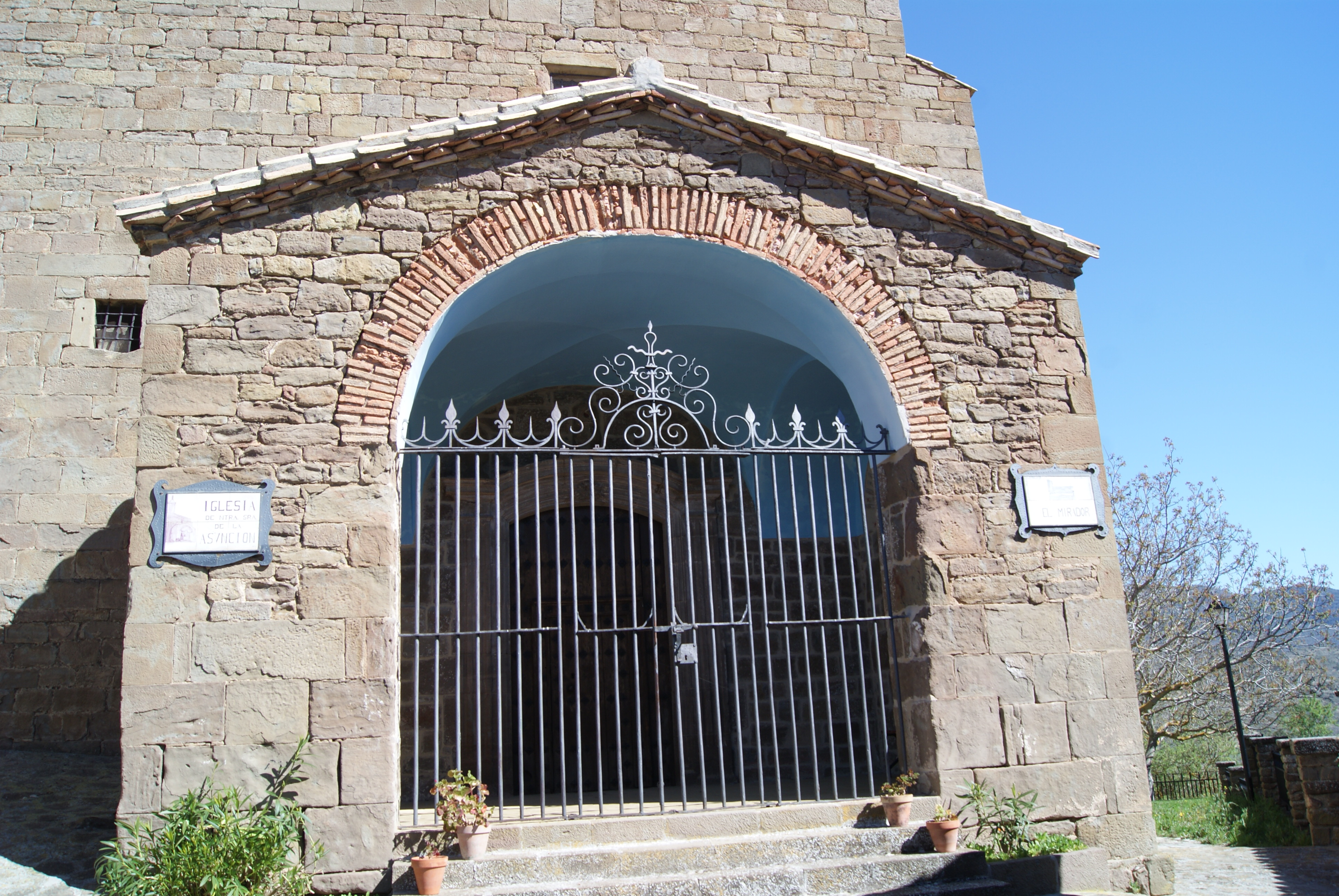
Portada de la iglesia

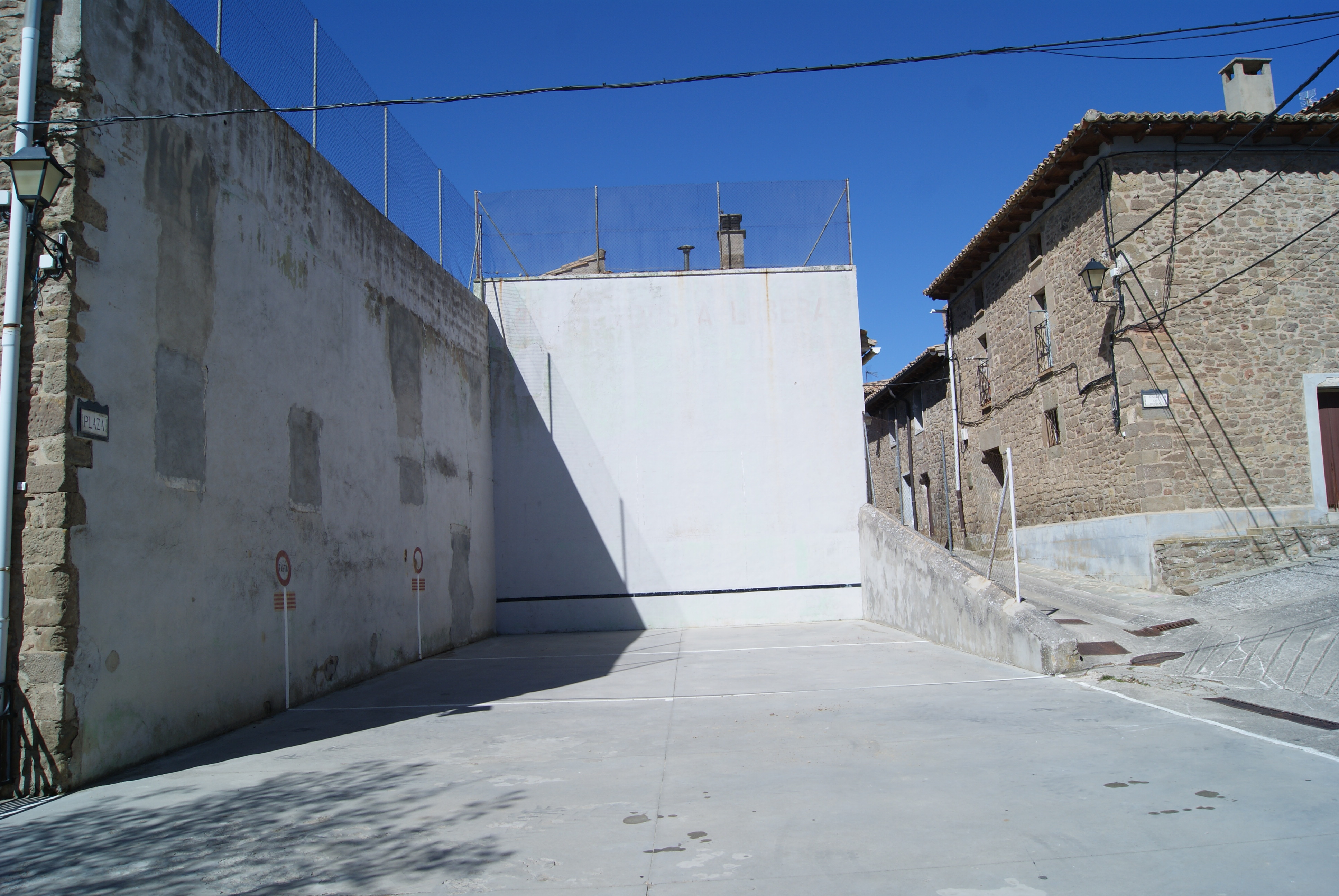
Frontón

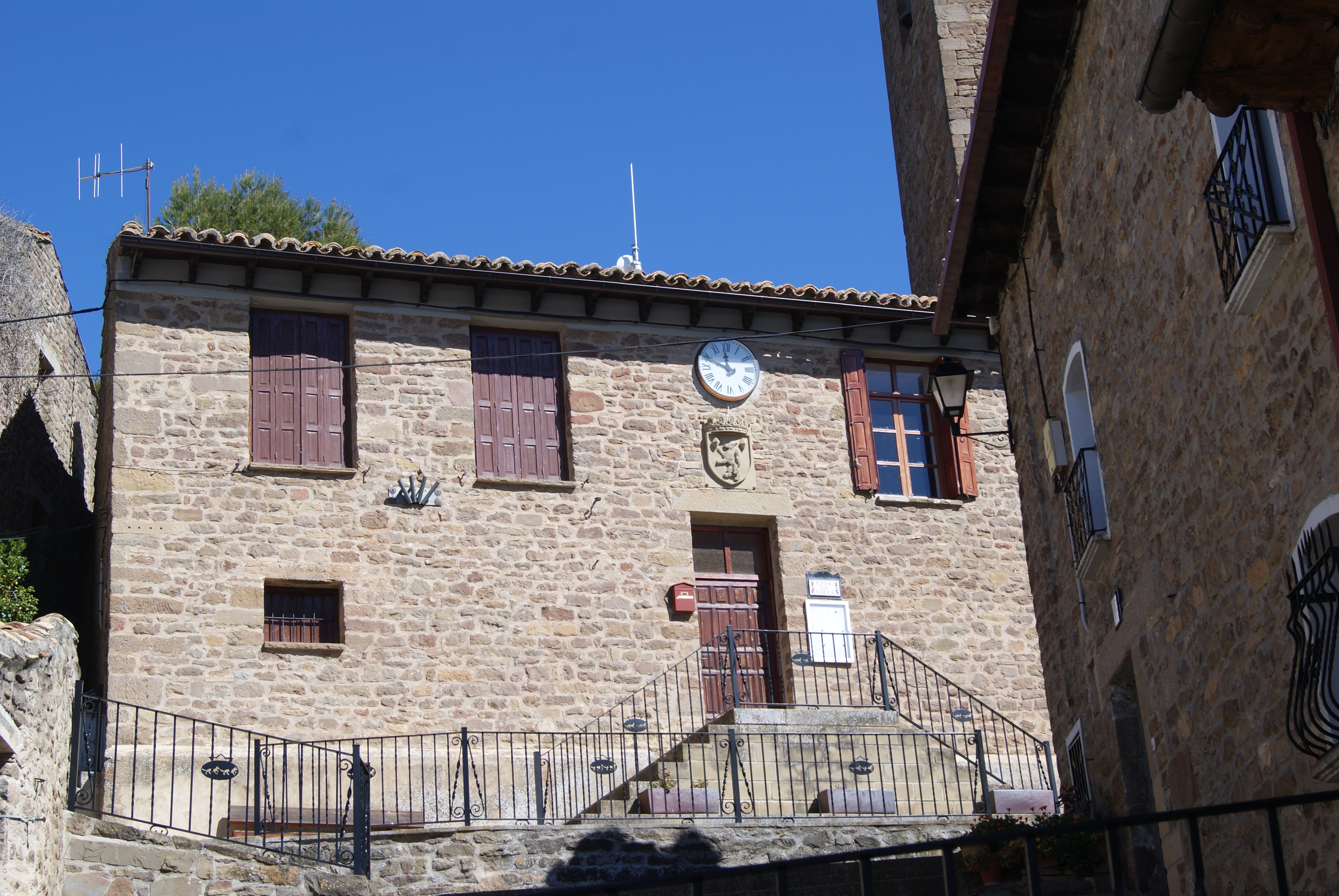
Casa consistorial

Lobera está situada en un promontorio en el lado izquierdo de la Valdonsella (la Bal d'Onsella, en aragonés), por la que transcurre el río Onsella, que da nombre al valle y atraviesa el término municipal de este a oeste. El término municipal de Lobera de Onsella linda por el norte con Los Pintanos, por el este con el de Longás, por el sur con los de Luesia y Uncastillo, y por el oeste con el de Isuerre.
Los límites del municipio por el norte son de tipo natural, correspondiendo a los que marca la sierra de la Sarda, con una altura máxima de 1.035 m en dicho término, y los del sur, igualmente naturales, se corresponden con los delimitados por las alturas de la sierra de Santo Domingo, que en el municipio culminan en el pico de Fayanás, de 1.128 m de altura.

## Historia
Se han encontrado restos arqueológicos, en Corral Mayayo, Corral Solano Bajo y Solana Mayayo. Los restos consisten en tallas de sílex y otros materiales difíciles de datar y que podrían corresponder con el neolítico tardío o con la Edad del Bronce avanzada. Los hallazgos se encuentran repartidos entre la "Colección Labayen Galván" y en el museo de Pamplona.
Posteriormente se supone que el territorio de Lobera estuvo ocupado hasta la llegada de los romanos por la tribu celta de los suessetanos, pues su territorio correspondía con el de las Cinco Villas actuales aproximadamente, de la que se conoce que tuvo enfrentamientos con sus vecinos los iacetanos y los vascones, a los que posteriormente los romanos cedieron el control de la Suessetania tras la derrota sufrida por estos en el 184 a. C. a manos de Aulo Terencio Varrón. Posteriormente la zona sufrió una muy intensa romanización.

## Demografía
Lobera de Onsella cuenta con una población de 27 habitantes (INE 2024).
| Gráfica de evolución demográfica de Lobera de Onsella entre 1842 y 2021 |
| |
| Población de derecho según los censos de población del INE Población de hecho según los censos de población del INEEn estos censos se denominaba Lobera: 1842, 1857, 1860, 1877, 1887, 1897, 1900 y 1910 |

## Administración y política
| Período   | Alcalde                        | Partido |  |
| --------- | ------------------------------ | ------- |  |
| 1979-1983 | Clemente Sanz Artigas          | UCD     |  |
| 1983-1987 |                                |         |  |
| 1987-1991 |                                |         |  |
| 1991-1995 |                                |         |  |
| 1995-1999 | Alejandra Martínez Pueyo       | PAR     |  |
| 1999-2003 |                                |         |  |
| 2003-2007 | María Vicenta Cabanes Ramírez  | PSOE    |  |
| 2007-2011 | María Vicenta Cabanes Ramírez  | PSOE    |  |
| 2011-2015 | Javier Aisa Marín              | PSOE    |  |
| 2015-2019 | Francho Chabier Mayayo Artigas | CHA     |  |
| 2015-2019 | Francho Chabier Mayayo Artigas | CHA     |  |
| 2023-2027 | José Antonio Olivas Martínez   | PSOE    |  |

| Partido político    | Partido político                                   | 2003   | 2007   | 2011   | 2015   |
| Partido político    | Partido político                                   | Ediles | Ediles | Ediles | Ediles |
|                     | Chunta Aragonesista (CHA)                          | —      | —      | —      | 2      |
|                     | Partido Popular de Aragón (PP)                     | —      | —      | —      | 1      |
|                     | Partido de los Socialistas de Aragón (PSOE-Aragón) | 1      | 1      | 2      | —      |
|                     | Partido Aragonés (PAR)                             | —      | —      | 1      | —      |
|                     | Izquierda Unida (IU)                               | —      | —      | —      | —      |
| Total de concejales | Total de concejales                                | 1      | 1      | 3      | 3      |

## Cultura

### Patrimonio

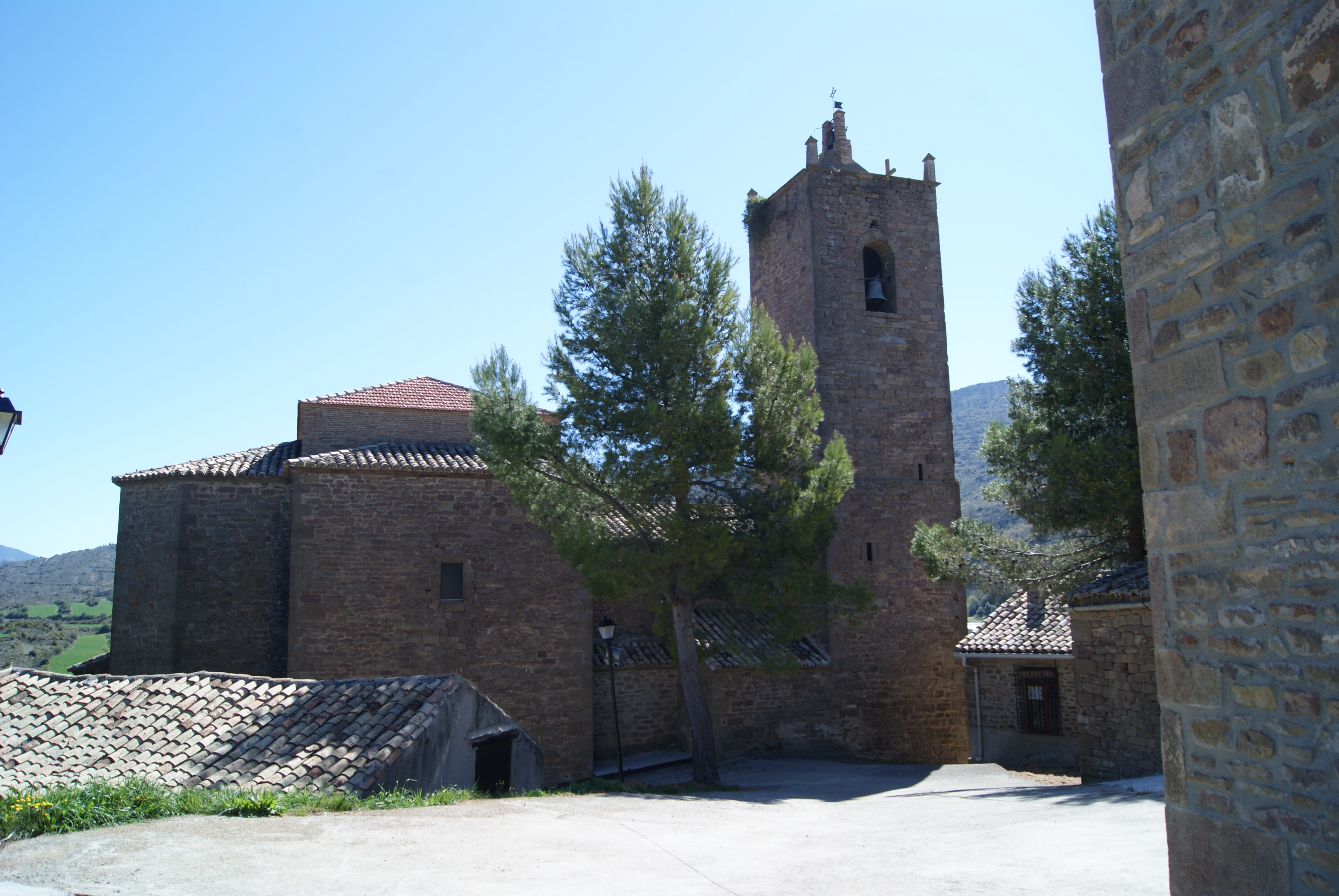
Iglesia

- Ermita de San Juan
- Ruinas arqueológicas

### Fiestas
- San Juan, 24 de junio
- San Ramón, 31 de agosto